# 大阪ワンダークルーズ メリーグリーン
メリーグリーン（英: Merry Green）は、日本初のグランピング船。One Osaka リバークルーズが大阪市内の大川（旧淀川）で運航している。

## 概要
メリーグリーンは、外国人観光客および国内の来阪観光客を利用客とする観光旅客船。2018年8月1日より本格運航を開始している。
水上バーベキューが楽しめるグランピング船は、一面に芝生が広がり、1階インドアスペースは、冷暖房・カラオケ・トイレが完備している。オープンスペースはJazzの生演奏やDJブースやステージとして利用することも可能で、落語や和太鼓の演奏など伝統芸能を楽しむこともできる。2階のオープンスペースでバーベキューをしながら眺める大阪の夜景が人気を博している。

## 周遊ルート
2018年10月1日現在
周遊ルートは天満橋・八軒家船着場を出発し、下流へ向かい、大阪市中央公会堂を眺めつつ、難波橋手前でUターン。上流は毛馬橋を越え、毛馬閘門の手前で折り返し、八軒家浜へ戻る全長8キロのコースを2時間かけ周遊する。
時間は午後5時から7時と午後7時30分から9時30分までの1日2便。

## 料金
2018年10月1日現在
- 1.貸切りコースは、15名から60名まで、一人6,560円から7,000円
- 2.乗合コースは、6名から10名様まで　一人6,500円
- 3.オールフリーコースは、1名から60名まで120,000円

## 船舶仕様
乗船人数は最大60名、全長は14.16ｍ、幅3.72ｍ、重量16ｔ、設備は、BBQグリル、通信カラオケ、ウォシュレット付トイレが完備している。

## 協力企業
- 大起水産株式会社
- 判ピーアール株式会社